# Algèbre de Lie simple
En algèbre, une algèbre de Lie simple est une algèbre de Lie de centre trivial et ne contient pas d'idéaux propres non nuls. La classification des algèbres de Lie simples et réelles est l'une des réalisations majeures de Wilhelm Killing et Élie Cartan.
Une somme directe d'algèbres de Lie simples est appelée algèbre de Lie semi-simple.
Un groupe de Lie simple est un groupe de Lie connexe dont l'algèbre de Lie est simple.

## Algèbres de Lie simples complexes
Une algèbre de Lie complexe simple de dimension finie est isomorphe à l'une des algèbres suivants : {\displaystyle {\mathfrak {sl}}_{n}\mathbb {C} }, {\displaystyle {\mathfrak {so}}_{n}\mathbb {C} }, {\displaystyle {\mathfrak {sp}}_{2n}\mathbb {C} } (algèbres de Lie classiques) ou l'une des cinq algèbres de Lie exceptionnelles.
À chaque algèbre de Lie semi-simple complexe de dimension finie {\displaystyle {\mathfrak {g}}}, il existe un graphe correspondant (appelé diagramme de Dynkin) où les sommets sont indicés par les racines simples, les nœuds sont reliés par des arêtes orientées selon les angles entre les racines simples. Le diagramme Dynkin de {\displaystyle {\mathfrak {g}}} est connexe si et seulement si {\displaystyle {\mathfrak {g}}} est simple. Tous les diagrammes Dynkin connexes possibles sont les suivants
où n est le nombre de nœuds (les racines simples). La correspondance des diagrammes et des algèbres de Lie simples complexes est la suivante :
(An) {\displaystyle \quad {\mathfrak {sl}}_{n+1}\mathbb {C} }
(Bn) {\displaystyle \quad {\mathfrak {so}}_{2n+1}\mathbb {C} }
(Cn) {\displaystyle \quad {\mathfrak {sp}}_{2n}\mathbb {C} }
(Dn) {\displaystyle \quad {\mathfrak {so}}_{2n}\mathbb {C} }
Les cinq autres sont des algèbres de Lie exceptionnelles.

## Algèbres de Lie simples réelles
Si {\displaystyle {\mathfrak {g}}_{0}} est une algèbre de Lie simple réelle de dimension finie, sa complexification est soit (1) simple, soit (2) un produit d'une algèbre de Lie complexe simple et de sa conjuguée. Par exemple, la complexification de {\displaystyle {\mathfrak {sl}}_{n}\mathbb {C} } considérée comme une algèbre de Lie réelle est {\displaystyle {\mathfrak {sl}}_{n}\mathbb {C} \times {\overline {{\mathfrak {sl}}_{n}\mathbb {C} }}}. Ainsi, les  algèbres de Lie simples réelles sont classifiées par les algèbres de Lie simples complexes et une information supplémentaire. Cela peut être effectué à l'aide des diagrammes de Satake qui généralisent les diagrammes de Dynkin.